# Ribera del mar
La ribera del mar, y también de las rías, siendo una expresión de una realidad geológica, es un concepto jurídico en el ordenamiento normativo español. Tiene importancia social, pues su correcta delimitación tiene importantes consecuencias dado el carácter de público de una franja que rodea a todo el litoral.  

## Antecedentes históricos
”Las cosas que comunalmente pertenecen a todas las criaturas que viven en este mundo son éstas: el aire, el agua, de lluvia, el mar y su ribera. No se puede edificar en su ribera de modo que se embargue el uso comunal de la gente". Partidas de Alfonso X el sabio. 

## Definición actual
En la normativa vigente (Ley de costas) queda definida la Ribera del mar como:
a) La zona marítimo-terrestre o espacio comprendido entre la línea de bajamar escorada o máxima viva equinoccial, y el límite hasta donde alcanzan las olas en los mayores temporales conocidos o, cuando lo supere, el de la línea de pleamar máxima viva equinoccial. Esta zona se extiende también por las márgenes de los ríos hasta el sitio donde se haga sensible el efecto de las mareas.
Se consideran incluidas en esta zonas las marismas, albuferas, marjales, esteros y, en general, los terrenos bajos que se inundan como consecuencia del flujo y reflujo de las mareas, de las olas o de la filtración del agua del mar.
Además de la ZMT que define el apartado a), la ribera del mar también incluye:
b) Las playas, o zonas de depósito de materiales sueltos, tales como arenas, gravas y guijarros, incluyendo escarpes, bermas y dunas, tenga o no vegetación, formadas por la acción del mar o del viento marino, u otras causas naturales o artificiales. (Ley de Costas 1988)
b) Las playas, o zonas de depósito de materiales sueltos, tales como arenas, gravas y guijarros, incluyendo escarpes, bermas y dunas, estas últimas se incluirán hasta el límite que resulte necesario para garantizar la estabilidad de la playa y la defensa de la costa. (Ley de Costas 2013, proyecto)

## Importancia y confusiones
Es muy importante destacar que no hay que confundir la "ribera del mar" con el "Dominio público marítimo-terrestre". En ocasiones se solapan dichas líneas pero en muchos casos no.
Dado que el estado está obligado a expropiar y señalar con mojones el demanio litorial (deslinde y amojonamiento) es común el error de  considerar que los límites al uso servidumbres (de paso y de protección) de los terrenos privados que rodean al litoral se consideran a partir de dicha línea de mojones.
En realidad la limitación de los particulares es 100 metros a partir de la LÍNEA DE RIBERA (20 en terrenos urbanos) así como los 6 metros de servidumbre de paso.
Las repercusiones de dicha confusión dan lugar a polémicas más o menos intensas, dado el alto valor económico de los territorios que rodean al mar. Pensemos en la importancia para el desarrollo de la nación española cuya economía tiene en el turismo, y fundamentalmente en el turismo de sol y playa, el principal motor económico, responsable del desarrollo iniciado en la década de los 60 y que aún sigue siendo el principal segmento de su  P.I.B..